# Marie Haps
Marie Haps, née Marie Julie Frauenberg au Luxembourg, à Diekirch, le 29 avril 1879 et morte le 14 mars 1939 à La Panne en Belgique est une philanthrope belgo-luxembourgeoise qui œuvra toute sa vie pour l'accès à l'éducation pour les jeunes filles. Elle fonde en 1919 l'École supérieure de jeunes filles qui, mixte depuis 1963, s'appelle aujourd'hui l'Institut libre Marie Haps,.

## Éléments biographiques

### Origines et vie personnelle
Marie Julie Frauenberg, naît à Diekirch au Luxembourg dans une famille aisée de la haute bourgeoisie catholique. Elle rencontre lors d'un bal des officiers à Arlon le financier belge Joseph Haps. Le couple aura quatre enfants et s'installera à Bruxelles.

### Première Guerre mondiale
En 1914, lorsque la Première Guerre mondiale éclate, elle met sur pied une distribution de soupe pour des femmes catholiques démunies, tout d'abord chez elle, puis au couvent des Sacramantines, rue de la Concorde à Bruxelles. Cette année-là, elle fonde également l'Œuvre de l'assistance discrète, qui lève des fonds afin de pouvoir distribuer de la nourriture pour les nécessiteux.
Après la guerre, le fonds permettra d'établir à La Panne le Home Sainte-Elisabeth pour offrir des vacances aux classes laborieuses proches des mouvements catholiques,. 

### Création de l'École supérieure de jeunes filles
Ces années de guerre lui ont fait prendre conscience de la nécessité absolue d’œuvrer à l'éducation des jeunes filles, en veillant à leur transmettre une excellente formation générale. Elle y voit un levier important pour relever le pays après ces âpres années de guerre en contribuant « à la renaissance nationale et au développement national du pays ».
Avec l'appui de Paulin Ladeuze recteur de l'Université de Louvain et le soutien du cardinal Mercier, elle fonde en octobre 1919 une école supérieure de jeunes filles. L'objectif, avec l'appui des professeurs de l'Université de Louvain, est de leur fournir une éducation de premier plan par l'étude de la théologie, du droit ou encore des sciences naturelles. L'établissement s'installe dans l'ancien hôtel Beernaert, au 11 de la rue d'Arlon. La formation des jeunes filles y dure trois années et débouche sur l'octroi d'une licence non professionnalisante. Marie Haps s'en explique :

« C'est par une culture générale non utilitaire, et non par une culture spécialisée à finalité professionnelle, que l'on aide la jeune fille à devenir la compagne intelligente de l'homme et le guide éclairé des enfants, des fils surtout, auxquels reviendra plus tard l'exercice du pouvoir dans la société. »

Le 4 novembre 1930, l'école porte désormais le nom de sa fondatrice. L'absence de perspectives professionnelles et le recrutement « limité au cercle étroit de la haute bourgeoisie » expliquent le succès mitigé de cette entreprise. En 1926, l'école comporte 200 élèves, en 1930, on en dénombre une bonne centaine.
En 1932, le recteur de l'Université de Louvain décerne à l'école le statut prestigieux de Cinquième faculté de l'Alma Mater.
Marie Haps, expose dans de nombreuses conférences ses vues sur l'éducation des jeunes filles, comme en 1936, lors du congrès catholique de Malines.
Elle assurera la direction de l'école jusqu'en juin 1938, époque lors de laquelle, souffrant de problèmes cardiaques, elle se retire à La Panne, où elle meurt, le 14 mars 1939.
À sa mort, sa fille Simone quitte le carmel de Bruges pour reprendre la direction de l'école, fonction qu'elle assurera jusqu'en 1961. Elle va progressivement restructurer l'établissement en développant après-guerre de nouvelles filières diplômantes: assistante en psychologie (1946), traductrice/interprète (1955, aujourd'hui la faculté de traduction-interprétation Marie Haps). L'école s'ouvrira à la mixité en 1963.

## Elèves illustres
- Marie-José de Belgique, reine d'Italie[2]
- Mathilde d'Udekem d'Acoz (logopédie), reine des Belges[2]

## Publications
- L'Enseignement supérieur des jeunes filles. II. Hors de l'Université", Actes du VIe congrès catholique de Malines, vol. 5, Culture intellectuelle et sens chrétien (Brussels, 1937), pp. 321-327.